# 10 Pułk Huzarów (Cesarstwo Niemieckie)
10 pułk huzarów (Magdeburski) (niem. Magdeburgisches Husarenregiment Nr. 10) – pułk huzarów Cesarstwa Niemieckiego

## Charakterystyka
Pułk sformowany 19 listopada 1813 .
Stacjonował w Aschersleben oraz Stendal i był przyporządkowany do IV Korpusu Armii Niemieckiej.

 Wiosną 1914 był w strukturze 7 Brygady Kawalerii z 7 Dywizji Piechoty.
W wyniku mobilizacji, w sierpniu 1914 pułk osiągnął gotowość bojową i w składzie 7 Dywizji Piechoty z IV Korpusu Armijnego został wysłany na front zachodni.

## Schemat organizacyjny
- IV Korpus Armijny, Magdeburg
  - 7 Dywizja Piechoty (7. Infanterie-Division), Magdeburg
    - 7 Brygada Kawalerii (7. Kavallerie-Brigade), Magdeburg
      - 10 pułk huzarów  w Aschersleben i Stendal

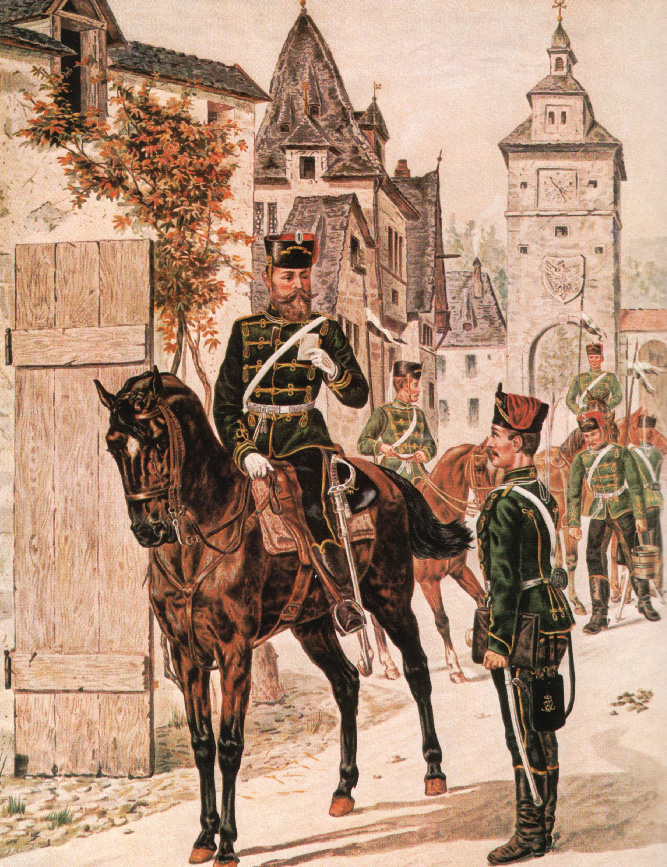
Wachmistrz i huzar 10 Pułku Huzarów (Magdeburskiego)
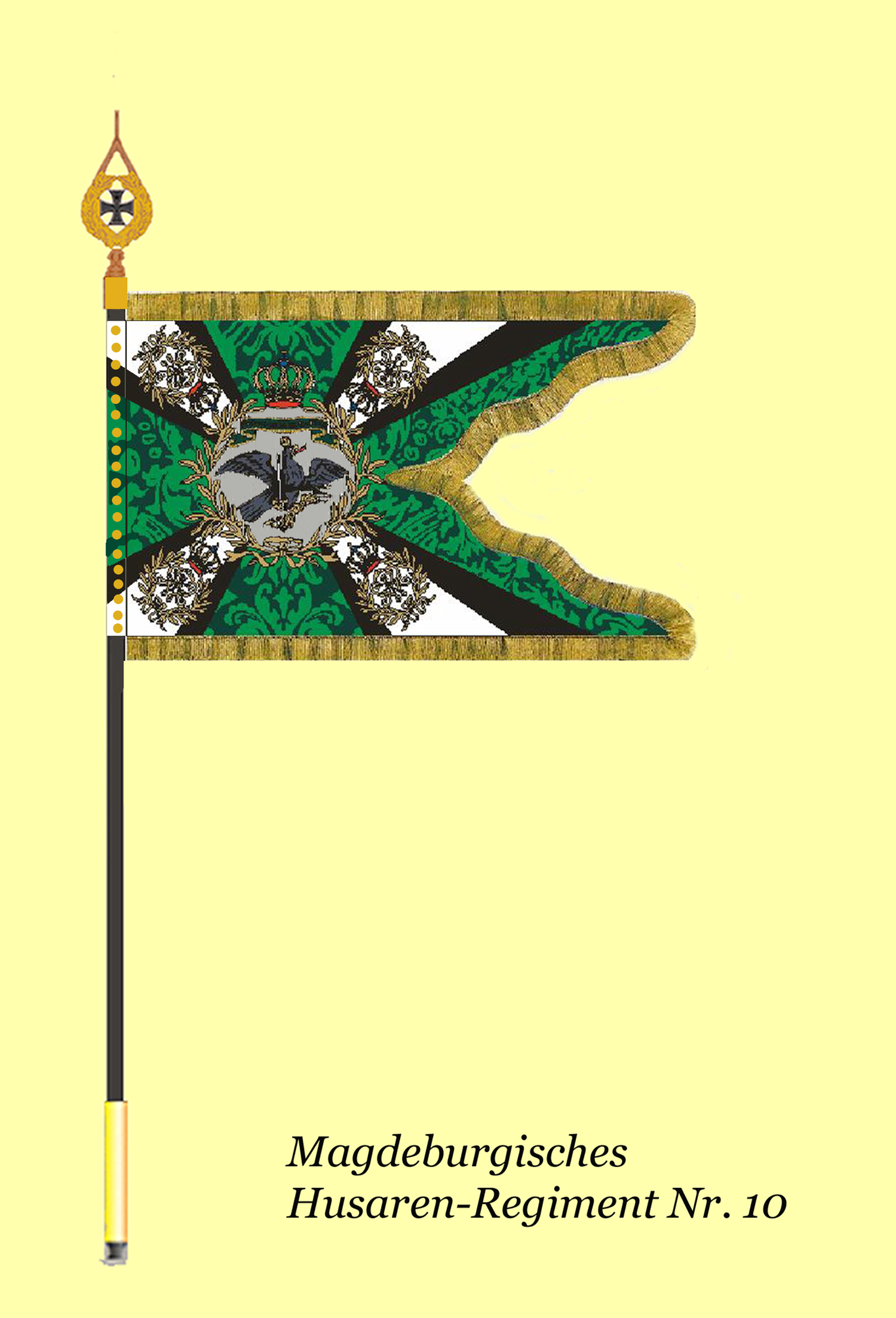
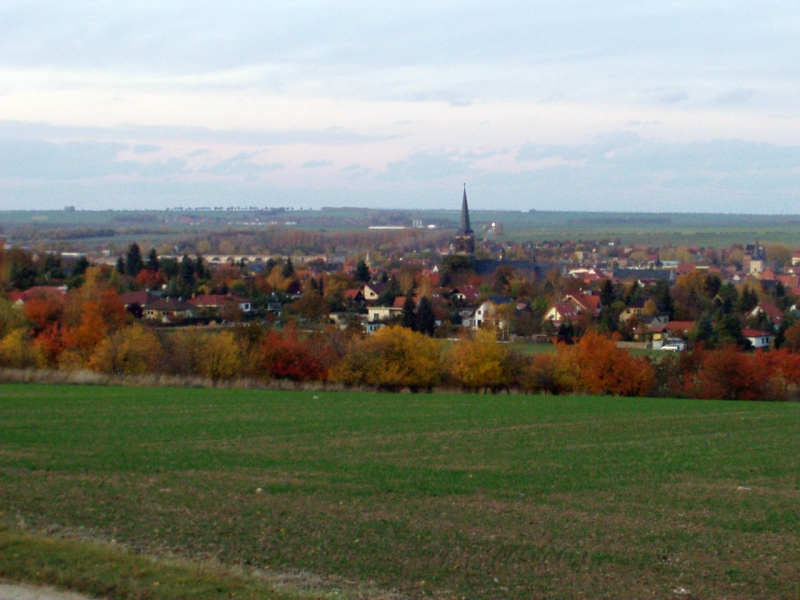
Aschersleben (zdjęcie współczesne)